# Ranch hôtelier

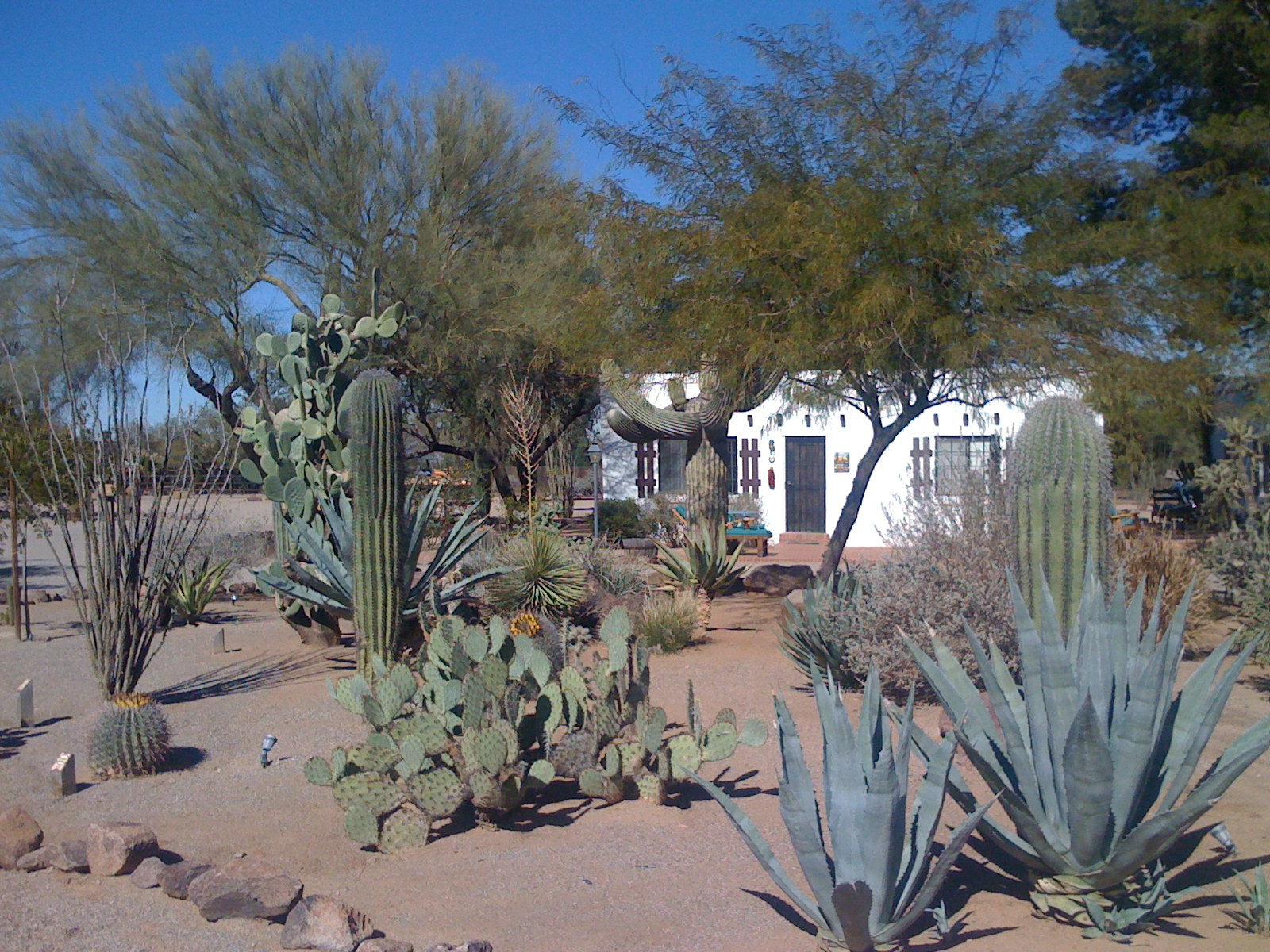
Vue du White Stallion Ranch, un ranch hôtelier à Tucson.

Un ranch hôtelier, en anglais dude ranch ou guest ranch, est un ranch qui peut héberger des touristes pour la nuit. Un tel établissement combine les services d'un hôtel et les activités touristiques que l'on peut rencontrer sur une exploitation agricole consacrée à l'élevage extensif. Il est souvent possible d'y faire de la randonnée équestre, par exemple.